# サンダウェ語
サンダウェ語（サンダウェご、サンダウェ語: Sandaweeki、英: Sandawe language）はコイサン諸語に属する言語である。話者はタンザニアのドドマ州に居住するサンダウェ族の人々である。音素に吸着音の特徴があるため、コイサン諸語に分類される。現在は「コイサン語族」は語族としては無効となっており、サンダウェ語は孤立した言語だが、コエ・クワディ語族とともに「コエ・サンダウェ語族」をなすとする仮説がある。

## 言語名別称
- Kisandawe
- Sandaui
- Sandaweeki
- Sandawi
- Sandwe

## 方言
- Eastern Sandawe
- Western Sandawe